# August Kundt

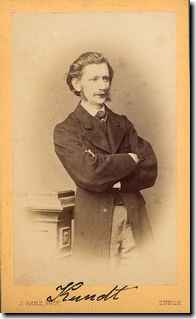
August Kundt.

August Adolph Eduard Eberhard Kundt, född 18 november 1839 i Schwerin, död 21 maj 1894 i Israelsdorf vid Lübeck, var en tysk fysiker.
Kundt blev 1867 privatdocent i Berlin, 1868 professor vid Polytechnikum i Zürich, övergick 1870 till Würzburgs universitet och 1872 till det återupprättade universitetet i Strassburg. År 1888 kallades han till Berlins universitet. 
Kundts arbeten sträcker sig över fysikens hela område. Synnerligen värdefull är den av honom uppfunna metoden att medelst stavars longitudinella vibrationer försätta luftpelare i svängningar. Med denna metod, vilken kräver endast små gaskvantiteter, lyckades han bland annat att bestämma förhållandet mellan specifika värmet hos en gas vid konstant volym och hos samma gas vid konstant tryck. 
Ett annat område för Kundts studier är anomala dispersionen, vilken han visade sammanhänga med vissa ämnens benägenhet att uppsupa vissa färger. Förtjänstfulla är även hans undersökningar om gasers friktion och ledningsförmåga för värme samt om polarisationsplanets vridning hos gaser. Under det sista tiotalet år av sin levnad undersökte han tunna metallplattors egenskaper, såsom polarisationsplanets vridning i ett magnetfält och särskilt deras brytningsförmåga för ljus. 
Resultaten av Kundts arbeten finns meddelade i Johann Christian Poggendorffs och Gustav Heinrich Wiedemanns "Annalen der Physik und Chemie". Hans Vorlesungen über Experimentalphysik utgavs av Karl Scheel 1903.